# エガオヲミセテ
エガオヲミセテ（欧字名:Egao o Misete、1995年5月27日 - 2000年2月11日）は、日本の競走馬。主な勝ち鞍に1998年の阪神牝馬特別、1999年のマイラーズカップ。
命名は「オレハマッテルゼ」「モチ」などの珍名馬を所有している小田切有一で、日本中央競馬会 (JRA) 所属の競走馬として初めて、名前に「ヲ」の文字を使った馬である（1997年より競走馬名登録の際には条件付きで「ヲ」の使用を認めるようになった）。

## 戦績

### 3歳時
栗東の音無秀孝厩舎へ入厩。1997年11月2日、京都競馬場での芝1400mの新馬戦でデビュー。名牝ダイナカールの孫で叔母はエアグルーヴ、そして父はサンデーサイレンスという血統から1番人気に支持されるが、18頭中15着と期待を大きく裏切ってしまった。しかし3週間後の新馬戦で、後にフラワーカップを勝つスギノキューティーらを相手に1着となり、素質の片鱗を見せた。

### 4歳時
明けて1998年、阪神の忘れな草賞では9着に敗れたが、続く東京のスイートピーステークスに勝ち、優駿牝馬（オークス）の優先出走権を獲得した。
5月31日に行われた第59回優駿牝馬では、直前に負った外傷のため十分に調整ができず、馬体重は前走から18kg増えており、また、2400mという距離や、逃げたロンドンブリッジの1000m通過62秒8という超スローペースにも惑わされたのか、結果は15着と惨敗に終わった。続いて1ヶ月後、マーメイドステークスに4歳馬でただ1頭出走し古馬と対戦。0秒2差でランフォザドリームの3着と健闘した。その後は秋競馬に向けて休養に入ったが調整が思うようにいかず、トライアルを使わずに秋華賞へ直行することとなった。
10月25日第3回秋華賞に出走。スタートから前につけて積極策に出たが、直線でかわされてファレノプシスの4着に敗れた。そして第23回エリザベス女王杯にも出走したが、メジロドーベルの8着であった。
12月20日、阪神牝馬特別では出走13頭中6番人気とあまり評価は高くなかったが、桜花賞優勝馬キョウエイマーチ、優駿牝馬（オークス）優勝馬エリモエクセルらを相手に直線で抜け出し、2馬身差で重賞初勝利を飾った。

### 5歳から6歳時
1999年、休養をはさまずに京都牝馬特別に出走し、8着に終わる。続いて3月7日のマイラーズカップに出走すると、スタートから好位置につけ、逃げたキョウエイマーチを直線でかわして重賞2勝目。ファレノプシスやマチカネフクキタル、アインブライドといったGI馬4頭を退けての勝利だった。
その後京王杯スプリングカップと安田記念に出走したが、それぞれ8着と6着。さらに前年に続いてマーメイドステークスに出走する。安田記念から中1週であったが、エリモエクセルの3着と善戦した。
秋は朝日チャレンジカップから始動して5着。続く府中牝馬ステークスでは1番人気に推され、道中2番手につけて重賞3勝目を狙うも、エリモエクセルにかわされ2着となった。その後エリザベス女王杯に出走すると、距離適性が疑問視されたが、メジロドーベルの3着に粘った。距離1600mの阪神牝馬特別では再び1番人気に推されたが、直線で次々とかわされ9着に終わった。そして年が明けて2000年1月30日に出走した東京新聞杯でも直線で伸びず、14着と大敗した。
その後復活を期して放牧に出されたが、放牧先での火災により死亡した（下記参照）。

## 山元トレーニングセンター火災
宮城県亘理郡山元町にある社台グループの山元トレーニングセンターで、2000年2月11日未明、厩舎1棟が全焼した。発見されたときにはすでに火が回っており初期消火ができる状態ではなく、中にいた30頭の馬のうち救出できたのは8頭だけで、22頭は焼死。放牧に出されたばかりのエガオヲミセテもその中の1頭であった。焼失したのは火元の厩舎1棟のみで、隣の厩舎にいた共同通信杯4歳ステークスを勝ったイーグルカフェや、4歳牝馬特別を勝ったフサイチエアデールなどは難を逃れた。原因は漏電と見られており、被害総額は数十億円規模のものという。
火災から2日後の2月13日、東京競馬場のダイヤモンドステークスに、エガオヲミセテと仲の良かった同じ音無厩舎のユーセイトップランが後藤浩輝を鞍上に出走した。長く惨敗（１０番手以下）が続き老齢だったため、7番人気がついたのでさえ不思議に思われた。いつもなら最後の直線で追い込む競馬をする馬だが、この日は後方から2番手あたりにつけていた3コーナー手前から一気にロングスパート。4コーナーで先頭に立ち、そのまま押し切ってゴール。1年3ヶ月ぶりに会心の勝利を挙げた。この勝利について音無は、「天国のエガオが後押ししてくれたんだと思う」と答えた。また同日、このレースの直後に京都で行われたきさらぎ賞では、同じ火災で犠牲となったスターシャンデリアの弟・シルヴァコクピット（武豊騎手騎乗）が直線鋭く伸びて1着になるなど、東西ともに山元トレセン火災での追悼を思わせる、ドラマのような出来事となった（サンスポ紙佐藤洋一郎記者は深い哀悼の意を紙面コラムへ掲載、ユーセイトップラン、シルヴァコクピットを単勝予想した）。
火災直後も音無は小田切から所有馬を預託されており、その中の一頭に『ゲンキヲダシテ』がいる。

## 競走成績
以下の内容は、netkeiba.comおよびJBISサーチに基づく。
| 年月日 | 年月日 | 年月日 | 競馬場 | 競走名               | 格   | 頭数 | 枠番 | 馬番 | オッズ | 人気 | 着順 | 騎手       | 斤量 | 距離（馬場）  | タイム（上り3F） | 着差 | 勝ち馬（2着馬）        |
| 1997   | 11     | 2      | 京都   | 3歳新馬              |      | 18   | 2    | 3    | 2.4    | 1    | 15着 | 武豊       | 53kg | 芝1400m（良） | 1.25.1 (35.9)    | 2.2  | タヤスレイア           |
|        | 11     | 22     | 京都   | 3歳新馬              |      | 11   | 8    | 10   | 7.0    | 4    | 1着  | 武豊       | 53kg | 芝1400m（稍） | 1.23.4 (36.4)    | 0.2  | （スギノキューティー） |
| 1998   | 4      | 11     | 阪神   | 忘れな草賞           | OP   | 14   | 5    | 7    | 32.2   | 8    | 9着  | 藤田伸二   | 54kg | 芝2000m（良） | 2.03.6 (35.6)    | 0.9  | エリモエクセル         |
|        | 5      | 10     | 東京   | スイートピーS        | OP   | 14   | 2    | 2    | 6.2    | 3    | 1着  | 柴田善臣   | 54kg | 芝1800m（良） | 1.48.3 (35.0)    | 0.2  | （ダンツプリンセス）   |
|        | 5      | 31     | 東京   | 優駿牝馬（オークス） | GI   | 18   | 5    | 9    | 24.4   | 9    | 15着 | 柴田善臣   | 55kg | 芝2400m（良） | 2.30.4 (37.4)    | 2.3  | エリモエクセル         |
|        | 6      | 28     | 阪神   | マーメイドS          | GIII | 13   | 3    | 3    | 9.1    | 5    | 3着  | 高橋亮     | 51kg | 芝2000m（良） | 2.00.2 (35.1)    | 0.2  | ランフォザドリーム     |
|        | 10     | 25     | 京都   | 秋華賞               | GI   | 18   | 2    | 3    | 35.5   | 11   | 4着  | 四位洋文   | 55kg | 芝2000m（良） | 2.02.8 (36.6)    | 0.4  | ファレノプシス         |
|        | 11     | 15     | 京都   | エリザベス女王杯     | GI   | 14   | 5    | 7    | 36.6   | 6    | 8着  | 四位洋文   | 54kg | 芝2200m（良） | 2.13.7 (34.0)    | 0.9  | メジロドーベル         |
|        | 12     | 20     | 阪神   | 阪神牝馬特別         | GII  | 13   | 5    | 7    | 19.9   | 6    | 1着  | 高橋亮     | 53kg | 芝1600m（良） | 1.34.7 (35.0)    | 0.3  | （アドマイヤサンデー） |
| 1999   | 1      | 30     | 京都   | 京都牝馬特別         | GIII | 16   | 6    | 11   | 3.6    | 2    | 8着  | 高橋亮     | 55kg | 芝1600m（良） | 1.36.0 (35.7)    | 0.8  | マルカコマチ           |
|        | 3      | 7      | 阪神   | マイラーズC          | GII  | 14   | 3    | 4    | 12.7   | 7    | 1着  | 河内洋     | 54kg | 芝1600m（稍） | 1.35.6 (36.5)    | 0.1  | （キョウエイマーチ）   |
|        | 5      | 15     | 東京   | 京王杯SC             | GII  | 18   | 5    | 10   | 26.7   | 7    | 8着  | 河内洋     | 55kg | 芝1400m（良） | 1.21.0 (34.0)    | 0.5  | グラスワンダー         |
|        | 6      | 13     | 東京   | 安田記念             | GI   | 14   | 8    | 13   | 52.5   | 11   | 6着  | 河内洋     | 56kg | 芝1600m（良） | 1.34.0 (36.1)    | 0.7  | エアジハード           |
|        | 6      | 27     | 阪神   | マーメイドS          | GIII | 15   | 6    | 11   | 5.0    | 3    | 3着  | 高橋亮     | 56kg | 芝2000m（重） | 2.04.0 (36.6)    | 0.1  | エリモエクセル         |
|        | 9      | 12     | 阪神   | 朝日CC               | GIII | 12   | 5    | 5    | 6.9    | 4    | 5着  | 武豊       | 56   | 芝2000m（良） | 2.00.0 (36.1)    | 0.5  | ツルマルツヨシ         |
|        | 10     | 17     | 東京   | 府中牝馬S            | GIII | 14   | 5    | 7    | 2.7    | 1    | 2着  | 蛯名正義   | 55   | 芝1800m（良） | 1.47.6 (34.8)    | 0.1  | エリモエクセル         |
|        | 11     | 14     | 京都   | エリザベス女王杯     | GI   | 18   | 1    | 1    | 16.7   | 5    | 3着  | 蛯名正義   | 56   | 芝2200m（良） | 2.13.7 (35.2)    | 0.2  | メジロドーベル         |
|        | 12     | 19     | 阪神   | 阪神牝馬特別         | GII  | 16   | 7    | 14   | 3.3    | 1    | 9着  | M.デムーロ | 55   | 芝1600m（良） | 1.34.7 (36.2)    | 1.1  | ハイフレンドコード     |
| 2000   | 1      | 30     | 東京   | 東京新聞杯           | GIII | 16   | 6    | 11   | 37.8   | 8    | 14着 | 吉田豊     | 57   | 芝1600m（良） | 1.34.8 (36.3)    | 1.2  | ダイワカーリアン       |

## 血統表
| エガオヲミセテの血統                              | エガオヲミセテの血統                                    | エガオヲミセテの血統                         | （血統表の出典）                             | （血統表の出典） |
| 父系                                              | サンデーサイレンス系（ヘイルトゥリーズン系）            | サンデーサイレンス系（ヘイルトゥリーズン系） | サンデーサイレンス系（ヘイルトゥリーズン系） |                  |
| 父 *サンデーサイレンス Sunday Silence 1986 青鹿毛 | 父の父Halo 1969 黒鹿毛                                  | Hail to Reason                               | Turn-to                                      | Turn-to          |
| 父 *サンデーサイレンス Sunday Silence 1986 青鹿毛 | 父の父Halo 1969 黒鹿毛                                  | Hail to Reason                               | Nothirdchance                                |                  |
| 父 *サンデーサイレンス Sunday Silence 1986 青鹿毛 | 父の父Halo 1969 黒鹿毛                                  | Cosmah                                       | Cosmic Bomb                                  | Cosmic Bomb      |
| 父 *サンデーサイレンス Sunday Silence 1986 青鹿毛 | 父の父Halo 1969 黒鹿毛                                  | Cosmah                                       | Almahmoud                                    |                  |
| 父 *サンデーサイレンス Sunday Silence 1986 青鹿毛 | 父の母Wishing Well 1975 鹿毛                            | Understanding                                | Promised Land                                | Promised Land    |
| 父 *サンデーサイレンス Sunday Silence 1986 青鹿毛 | 父の母Wishing Well 1975 鹿毛                            | Understanding                                | Pretty Ways                                  |                  |
| 父 *サンデーサイレンス Sunday Silence 1986 青鹿毛 | 父の母Wishing Well 1975 鹿毛                            | Mountain Flower                              | Montparnasse                                 | Montparnasse     |
| 父 *サンデーサイレンス Sunday Silence 1986 青鹿毛 | 父の母Wishing Well 1975 鹿毛                            | Mountain Flower                              | Edelweiss                                    |                  |
| 母 カーリーエンジェル 1990 栗毛                   | 母の父*ジャッジアンジェルーチ Judge Angelucci 1983 栗毛 | Honest Pleasure                              | What a Pleasure                              | What a Pleasure  |
| 母 カーリーエンジェル 1990 栗毛                   | 母の父*ジャッジアンジェルーチ Judge Angelucci 1983 栗毛 | Honest Pleasure                              | Tularia                                      |                  |
| 母 カーリーエンジェル 1990 栗毛                   | 母の父*ジャッジアンジェルーチ Judge Angelucci 1983 栗毛 | Victorian Queen                              | Victoria Park                                | Victoria Park    |
| 母 カーリーエンジェル 1990 栗毛                   | 母の父*ジャッジアンジェルーチ Judge Angelucci 1983 栗毛 | Victorian Queen                              | Willowfield                                  |                  |
| 母 カーリーエンジェル 1990 栗毛                   | 母の母ダイナカール 1980 鹿毛                            | *ノーザンテースト Northern Taste             | Northern Dancer                              | Northern Dancer  |
| 母 カーリーエンジェル 1990 栗毛                   | 母の母ダイナカール 1980 鹿毛                            | *ノーザンテースト Northern Taste             | Lady Victoria                                |                  |
| 母 カーリーエンジェル 1990 栗毛                   | 母の母ダイナカール 1980 鹿毛                            | シャダイフェザー                             | *ガーサント                                  | *ガーサント      |
| 母 カーリーエンジェル 1990 栗毛                   | 母の母ダイナカール 1980 鹿毛                            | シャダイフェザー                             | *パロクサイド                                |                  |
| 母系(F-No.)                                       | パロクサイド系(FN:8-f)                                  | パロクサイド系(FN:8-f)                       | パロクサイド系(FN:8-f)                       |                  |
| 5代内の近親交配                                   | Victoria Park 4×5 = 9.38%                               | Victoria Park 4×5 = 9.38%                    | Victoria Park 4×5 = 9.38%                    |                  |
| 出典                                              | 1.                                                      | 1.                                           | 1.                                           | 1.               |

全弟に2006年の高松宮記念などを制したオレハマッテルゼ、半弟に2015年の京成杯オータムハンデキャップを制したフラアンジェリコ、甥に2009年のアンタレスステークスを制したウォータクティクスがいる。